# Candidature du Maroc pour la Coupe du monde de football 2026

Logo de la candidature du Maroc à la coupe du monde de football 2026.

La candidature du Maroc pour l'organisation de la Coupe du monde de football de 2026 est la cinquième candidature du Maroc afin d'accueillir la Coupe du monde de football. Le 13 juin 2018, l'édition 2026 est officiellement attribuée à un trio composé des États-Unis, du Canada et du Mexique.

## Concurrents
Le Maroc est en compétition avec la candidature commune du Canada, du Mexique et des États-Unis. Le 13 juin à Moscou (veille du début du Mondial 2018), les 207 fédérations membres de la FIFA se réuniront pour voter et élire l’organisateur du Mondial 2026.

## Historique
Le 11 août 2017, la Fédération royale marocaine de Football annonce qu'elle présente sa candidature afin d'organiser chez elle la Coupe du Monde de la FIFA 2026.
La candidature de 2026 est la cinquième candidature du Maroc afin d'accueillir la Coupe du Monde de la FIFA après les tentatives infructueuses de 1994, 1998, 2006 et 2010 perdues face aux États-Unis, à la France, l'Allemagne et enfin l'Afrique du Sud.

### Polémique durant l'hiver 2018
En février 2018, au cours de son assemblée générale, la FIFA demande à la Confédération africaine de football (CAF) de ne pas accorder son soutien à la candidature du Maroc pour l’organisation du Mondial 2026. Cela en raison d’un principe de neutralité à respecter. Cependant dans le même temps, la candidature USA-Mexique-Canada, a pu exposer son dossier à la COSAFA (Conseil des associations de football en Afrique australe) lors d'une réunion. Face a des soupçons de favoritisme ou « conspirations » et éteindre la polémique Gianni Infantino a expliqué que la demande avait été faite par le trio mais pas par le Maroc et qu'il y a « un règlement strict et très clair » à respecter
En avril 2018 éclate une polémique. En effet la FIFA annonce qu'elle change ses critères techniques pour valider une candidature, cela moins de 24 heures avant le dépôt du dossier technique de la candidature marocaine. Ces nouvelles obligations (les villes hôtes doivent avoir plus de 250 000 habitants, une capacité aéroportuaire minimale de 60 millions de passagers par an, une distance de 90 minutes entre l’aéroport et la ville hôte, une plus grande superficie pour les fans zones...) désavantageraient le Maroc. Une nouvelle donne dénoncée par la Fédération royale marocaine de football qui dénonce « un manque de transparence et d'équité » et a envoyé un courrier à Gianni Infantino, président de la FIFA pour l’alerter sur la procédure de candidature.

### Printemps 2018: dernière ligne droite
La candidature du Maroc va obtenir le soutien de plusieurs grands noms du football. Mais elle doit encore être validé par la Task Force, un groupe de travail indépendant chargé d'évaluer les différentes candidatures. Elle se rend au Maroc en avril 2018 et visite quelques villes sélectionnées par le Maroc pour accueillir la coupe du monde (Marrakech, Agadir, Tanger et Casablanca).
Début juin, la Task force valide le dossier marocain. En effet le 2 juin 2018, la presse annonce l'information informant que le Maroc a obtenu la note de 2,7 sur 5 au score technique (contre 4 sur 5 pour la candidature du concurrent).
Le 9 juin le conseil de la FIFA valide officiellement la candidature du Maroc.

### Le 13 juin: décision finale

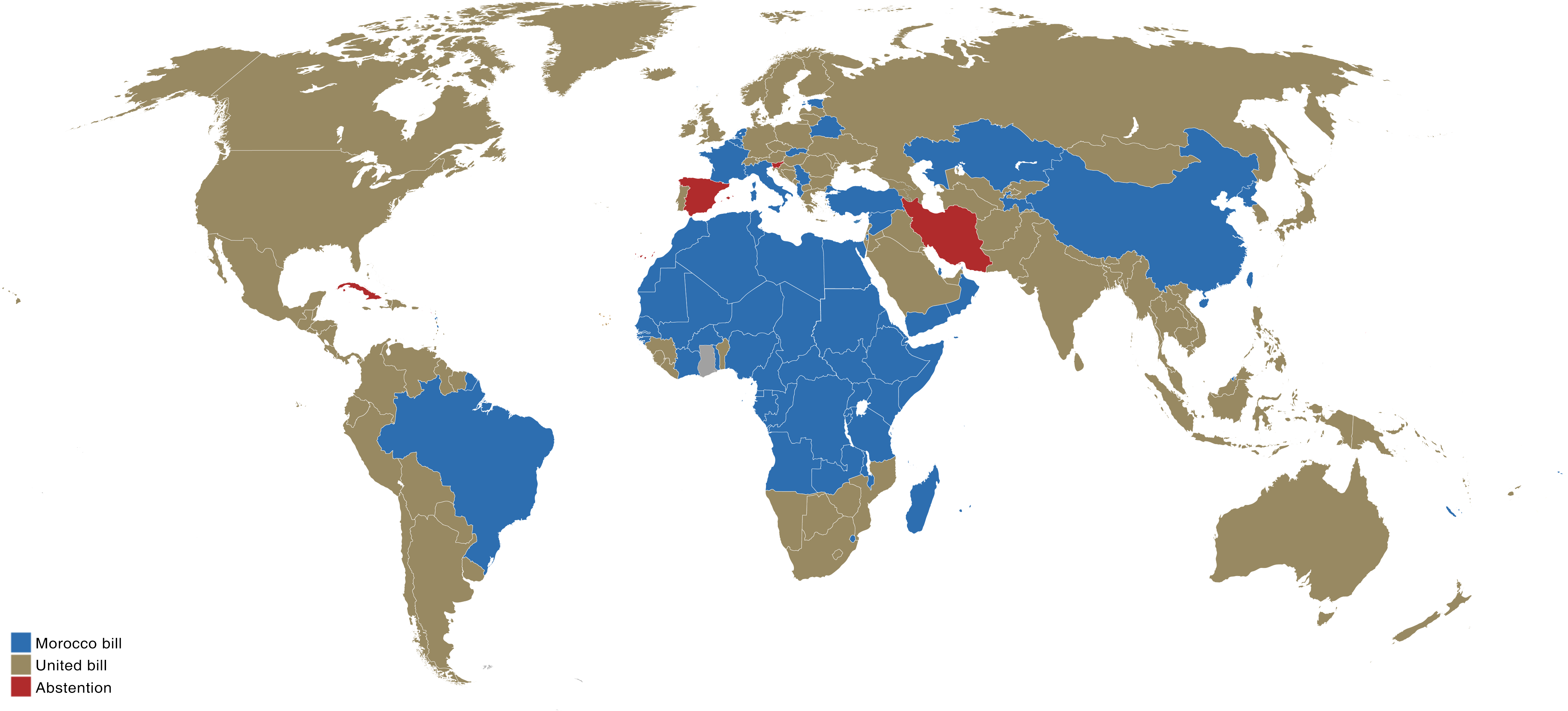
Carte du vote FIFA le 13 juin 2018.

Alors que le vainqueur a donc besoin de 104 voix des 207 éligibles au vote, (le continent africain disposant de 53 voix), la décision finale est rendue lors du congrés de la FIFA le 13 juin à Moscou avant le début de la Coupe du monde 2018.
C’est le trio USA, Canada et Mexique qui remporte l’organisation de la coupe du monde 2026. 
Résultat du vote :
- Trio USA, Canada, Mexique : 134 votes (67 %)
- Maroc : 65 votes (33 %)
- 3 abstentions : Cuba, l’Espagne et la Slovénie.
- L’Iran a choisi de ne voter pour aucune des deux candidatures.

### Réactions à la suite du vote
Le fair play du Maroc à la suite de sa non-nomination a été souligné par plusieurs observateurs.
En juillet 2018, dans un article du journal d’Al Qods Al Arabi, Hafid Derradji, ancien joueur et commentateur algérien de beIN Sports, a critiqué l’Arabie saoudite pour avoir apporté son soutien au dossier nord-américain et d'autres ont trouvé « regrettable que la Guinée vote contre le Maroc,».
Le même mois, l'UMA (Union du Maghreb arabe) a appelé les pays maghrébins à présenter une candidature commune pour l'organisation de la Coupe du monde de football 2030.
En août 2018, une rumeur d'une candidature tripartie Maroc-Espagne-Portugal est relayée dans les médias.

## Comité
Le 10 janvier 2018, le roi Mohammed VI nomme Moulay Hafid Elalamy président du comité de candidature.
Deux jours plus tard, l'agence VERO Communications basée à Londres se voit nommée Lead Communications et Strategy Consultants de la candidature marocaine.
Le 23 janvier 2018, le logo du candidat a été dévoilé lors de la conférence de presse à Casablanca. Le logo est inspiré par une étoile pentagramme entourée de sept feuilles rouges et donnant un coup de pied à un football noir et blanc symbolisant l'unité et la brillance.

## Stades retenus
Les stades doivent pouvoir accueillir un village d'accueil de 1 900 mètres carrés à 150 mètres du stade. Ils doivent également avoir une capacité d'au moins 40 000 places assises pour les matches de groupes et de deuxième tour et 60 000 pour les demi-finales et 80 000 pour la finale. Le 22 août 2017, le Maroc a établi une liste de stades pour sa candidature, et en mars 2018, le comité d'organisation du Maroc a déclaré qu'il prévoyait dépenser 16 milliards de dollars pour se préparer au tournoi.
| Image | Stade                            | Capacité | Ville      | Équipe                                                       | Commentaire                        |
| ----- | -------------------------------- | -------- | ---------- | ------------------------------------------------------------ | ---------------------------------- |
|       | Grand stade de Casablanca        | 93 000   | Casablanca | Équipe du Maroc de football Raja Casablanca Wydad Casablanca | Ouverture : 2025                   |
|       | Nouveau stade de Casablanca      | 46 000   | Casablanca | Raja Casablanca Wydad Casablanca                             | Ouverture : 2024                   |
|       | Grand stade de Marrakech         | 69 565   | Marrakech  | Kawkab de Marrakech                                          | Ouverture : 2011 Rénovation : 2024 |
|       | Nouveau stade de Marrakech       | 46 000   | Marrakech  | Kawkab de Marrakech Olympique de Marrakech                   | Ouverture : 2024                   |
|       | Stade Ibn-Batouta                | 65 000   | Tanger     | Ittihad Tanger                                               | Ouverture : 2011 Rénovation : 2023 |
|       | Complexe sportif Moulay-Abdallah | 46 500   | Rabat      | FAR Rabat FUS de Rabat                                       | Ouverture : 1983 Rénovation : 2001 |
|       | Stade Adrar                      | 46 048   | Agadir     | Hassania Agadir                                              | Ouverture : 2013 Rénovation : 2023 |
|       | Complexe sportif de Fès          | 46 092   | Fès        | Maghreb Association Sportive de Fès Wydad Athletic de Fès    | Ouverture : 2002 Rénovation : 2023 |
|       | Grand stade d’Oujda              | 45 400   | Oujda      | Mouloudia Club d'Oujda                                       | Ouverture : 2022                   |
|       | Grand stade de Tétouan           | 45 600   | Tetouan    | Moghreb Athlétic de Tétouan                                  | Ouverture : 2018                   |
|       | Grand stade de Meknes            | 46 000   | Meknes     | Club omnisports de Meknès                                    | Ouverture : 2024                   |
|       | Grand stade d’El Jadida          | 46 000   | El Jadida  | Difaâ Hassani d'El Jadida                                    | Ouverture : 2024                   |
|       | Grand stade de Nador             | 46 000   | Nador      | Fath de Nador Hilal Association de Nador                     | Ouverture : 2024                   |
|       | Nouveau stade de Ouarzazate      | 46 000   | Ouarzazate | Club Sportif de la Municipalité de Ouarzazate                | Ouverture : 2024                   |

## Pays et personnalités soutenant le Maroc
En avril 2018, El Hadi Ould Ali, le ministre de la Jeunesse et des Sports algérien, annonce que son pays soutient officiellement la candidature marocaine . Ainsi, les pays soutenant le Maroc jusqu'au début avril 2018 sont : 49 des 53 pays du continent africain. En Asie, le Maroc peut compter sur une vingtaine de pays arabes et musulmans. En Europe : la France, la Belgique, la Russie, la Serbie et le Luxembourg ont clairement déclaré leur soutien à la candidature du Maroc. En ce qui concerne le continent américain, le ministre du Développement et des Sports de la Sainte-Lucie (faisant partie de la CONCACAF), Edmund Estephane, a annoncé, jeudi 29 mars à Castries, le soutien fort de son pays à la candidature du Maroc pour l'organisation du Mondial 2026. Mais à part la Sainte-Lucie, et la Dominique il est difficile pour le Maroc de convaincre d'autres pays du continent américain ainsi que les pays d'Océanie qui semblent avoir opté pour la candidature américaine.Toutefois, il ne serait pas si difficile pour le Maroc d'atteindre le seuil de 104 votes nécessaires pour gagner, mais il lui faudra de grands efforts sur le plan diplomatique pour séduire le maximum de pays qui voteront le 13 juin, et avant cela il lui faudra franchir l'obstacle de la visite technique de la Task Force (qui a visité le Maroc le 19 avril 2018), et qui risque d'être éliminatoire si le Maroc ne satisfait pas les exigences minimales sur le plan technique.

### Membres de la FIFA
- Algérie[25]
- Belgique[26]
- Botswana[27]
- Dominicaine[28]
- Égypte[29]
- France[30]
- Guinée-Bissau[31]
- Luxembourg[32]
- Nigéria[33]
- Palestine[34]
- Qatar[35]
- Russie[36]
- Serbie[32]
- Sainte-Lucie[37]
- Tunisie[38]

### Personnalités soutenant la candidature du Maroc
Beaucoup de personnalités, joueurs et acteurs du football ont apporté leur soutien à la candidature du Maroc. Notamment Samuel Eto’o, le Brésilien Roberto Carlos qui devient ambassadeur du Maroc pour la Coupe du monde 2026, les Marocains Mustapha Hadji, Mehdi Benatia, le Sénégalais El Hadji Diouf ou encore le footballeur nigérian Daniel Amokachi.
En mai 2018, la candidature du Maroc reçoit le soutien de l'ancien capitaine de l’équipe allemande, Lothar Matthäus,.